# Sidama spinger
Sidama spinger is een hooiwagen uit de familie Assamiidae.